# Ludwig Borchardt

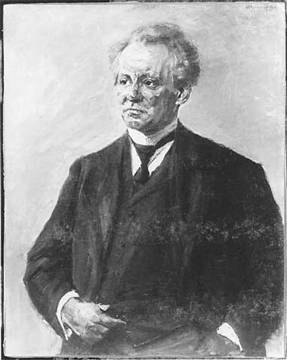
portret van Ludwig Borchard door Max Liebermann

Ludwig Borchardt (Berlijn, 5 oktober 1863 - Parijs, 12 augustus 1938) was een Duitse egyptoloog en architect. Zijn voornaamste focus lag op oud-Egyptisch bouwonderzoek. 

## Leven
Ludwig Borchardt werd in 1863 geboren als de tweede van zes kinderen uit het Joods-Berlijnse gezin van de zakenman Hermann Borchardt (1830-1890) en zijn vrouw Bertha, geb. Levin (1835-1910). Zijn broer was de schrijver Georg Borchardt, die het pseudoniem Georg Hermann had gekozen. Ludwig Borchardt voltooide een stage als regeringsbouwmeester en studeerde tegelijkertijd egyptologie bij Adolf Erman in Berlijn.
In 1895 ging hij op aanbeveling van Erman namens de Pruisische Academie van Wetenschappen naar Egypte, waar hij als lid van een internationaal team werkte aan stabilisatiemaatregelen op het tempeleiland Philae, dat werd bedreigd door de eerste damconstructie bij Aswan. Van 1896 tot 1899 was hij ambtenaar van de door Frankrijk geleide Service des Antiquités, waar hij als medewerker van het Egyptisch Museum de leiding had over de algemene catalogus van de daar opgeslagen oudheden. In 1899 werd hij eveneens op aanbeveling van Erman aangesteld als extra-diplomatiek wetenschappelijk attaché bij het Duitse consulaat-generaal in Caïro. 
Van 1898 tot 1901 leidde Borchardt de opgravingen van de Zonnetempel van Nioeserre in Abu Ghurab, en van 1901 tot 1908 groef hij bij de piramides van Sahoere, Nioeserre en Neferirkare in Abusir. Hij speelde een belangrijke rol bij de totstandkoming van de algemene catalogus van het Museum van Caïro (Catalog général des antiquités égyptiennes du Musée du Caire), die aan het einde van de 19e eeuw op initiatief van de door Frankrijk gerunde antiquiteitendienst werd begonnen en die met de medewerking van Borchardt aanzienlijk werd gevormd en gevorderd. 
In 1903 trouwde Borchardt in Frankfurt am Main met Emilie (Mimi) Cohen (1877-1948).
In 1904 liet hij in Thebe het Deutsche Haus bouwen, dat in 1915 door de Britse militaire autoriteiten werd afgebroken en in 1925 volgens zijn plannen herbouwd. In 1906 richtte hij in Caïro het onafhankelijke Kaiserlich Deutsche Institut für ägyptische Altertumskunde op, waarvan hij in 1907 tot directeur werd benoemd. 
Tijdens de Eerste Wereldoorlog, die Borchardt doorbracht in Berlijn, raakte het instituut in een Britse sekwester. In 1923 bewerkte Borchardt met de hulp van een Zwitsers initiatief de teruggave van het instituut en keerde terug naar Caïro. In 1928 ging hij met pensioen en het instituut, inmiddels het Deutsches Institut für ägyptische Altertumskunde in Kairo geheten, werd aangesloten bij het  Deutsches Archäologisches Institut (DAI). In 1929 droeg Borchardt de officiële zaken over aan zijn opvolger Hermann Junker (1877-1962) als eerste directeur van de nieuwe Cairo-afdeling van het DAI. 
Borchardt was lid van talrijke verenigingen, waaronder het Gesellschaft der Freunde (toegetreden in 1909). Zijn opgravingen in Egypte werden grotendeels gefinancierd door James Simon (1851-1932). In 1931 richtte hij in Caïro zijn eigen Institut für Ägyptische Bauforschung und Altertumskunde op, waaruit in 1948 het Schweizerische Institut für Ägyptische Bauforschung und Altertumskunde in Caïro ontstond. In 1933 legde Borchardt na de Gleichschaltung van de Duitse gemeenschap in Caïro zijn ereposten ter plaatse neer, en in 1934 werd hij ontheven van zijn lidmaatschap van de egyptologische technische commissie en het centraal directoraat van het DAI. 
Hij stierf in 1938 in Parijs, terwijl hij probeerde zijn eigendom in Egypte veilig te stellen voor de nazi's. Borchardt werd begraven in Caïro.

## Buste van Nefertiti
Van 1911 tot 1914 was hij hoofd van de opgravingen van de Deutsche Orient-Gesellschaft in Amarna. Bij de opgravingscampagne van 1912-1913 kwamen zijn medewerkers - Borchardt zelf was in Caïro - het gebouwencomplex van de beeldhouwer Thoetmosis tegen en ontdekten daar op 5 december 1912 de buste van koningin Nefertiti. Deze werd op 6 december in aanwezigheid van de toegereisde Borchardt uitgegraven, en bevindt zich nu in het Ägyptisches Museum in Berlijn.
De kunsthistoricus Henri Stierlin publiceerde in 2009 een boek waarin hij de mening uitte dat Borchardt de buste had vervalst. Dietrich Wildung, toen directeur van het Ägyptisches Museum, verwierp dit als onjuist. De beschuldiging is inmiddels weerlegd door systematisch onderzoek van de geschiedenis van het Caïro-instituut door Susanne Voss, onder meer door het feit dat Borchardt volgens de dossiers pas naar de opgravingslocatie is afgereisd nadat de buste werd gevonden. 
- Bibliothèque nationale de France: cb121243642 (data)
- Catàleg d'autoritats de noms i títols de Catalunya: 981058521563206706
- CiNii: DA01736446
- Gemeinsame Normdatei: 116246243
- International Standard Name Identifier: 0000 0001 0780 7243
- Library of Congress Control Number: n80150050
- Nationale Bibliotheek van Tsjechië: ola2002153870
- Nationale bibliotheek van Australië: 36200021
- Nationale Bibliotheek van Israël: 987007279977105171
- Nationale Bibliotheek van Polen: a0000001856794
- Nederlandse Thesaurus van Auteursnamen: 069207941
- LIBRIS: 324671
- Système universitaire de documentation: 029668387
- Trove: 1228020
- Virtual International Authority File: 46793886
- WorldCat: E39PBJyWYvM8GHvdtHKq6Hqmh3